# Google Analytics
Google Analytics (GA) ist ein Web-Analytics-Onlinedienst des US-amerikanischen Unternehmens Google LLC. 
Der Dienst untersucht u. a. die Herkunft der Besucher von Websites, ihre Verweildauer auf einzelnen Seiten sowie die Nutzung von Suchmaschinen und erlaubt damit eine bessere Erfolgskontrolle von Werbekampagnen. Google Analytics wird von geschätzt 50 – 80 % aller Websites verwendet und ist aus datenschutzrechtlicher Sicht umstritten. Ohne entsprechende technische Anpassungen kann die Verwendung in Europa unzulässig sein, ein datenschutzkonformer Einsatz ist jedoch möglich.

## Geschichte
Auf der Grundlage der Urchin-Trackingplattform wurde Google Analytics entwickelt, nachdem die Urchin Software Corporation von Google im März 2005 übernommen wurde. Bis heute werden die Standard-Parameter für Linktracking nach dem Urchin Tracking Monitor mit UTM abgekürzt. Google integrierte in der Folge die Analytics-Plattform mit weiteren eigenen Diensten wie der Anzeigenplattform Google Ads oder den Analysen der Google Webmaster Tools (später umbenannt in Google Search Console). Google Analytics wurde von Beginn an kostenlos angeboten und war kurz nach Launch in 16 verschiedenen Sprachen nutzbar. Dadurch konnte sich Google Analytics schnell gegen die kostenpflichtige Konkurrenz als Marktführer im Websitetracking etablieren.
2013 wurde mit Universal Analytics die nächste Generation der Analytics-Plattform gestartet. Zusammen mit dem 2012 erschienenen Google Tag Manager erlaubte die Plattform detaillierte und vom Anwender einfach konfigurierbare Trackingoptionen.
Das kostenlose Google Analytics wurde im März 2016 durch Google Analytics 360 ergänzt. In der kostenpflichtigen Version sind Limits bezüglich der maximal verarbeiteten Datensätze weitgehend aufgehoben. Die Preise variieren je nach Reseller und bewegen sich um die 12.500 USD/Monat für die Basisversion.
Im Oktober 2020 wurde mit Google Analytics 4 (ehemals Analytics App + Web), kurz GA4 die nächste Generation von Google Analytics veröffentlicht. GA4 setzt auf teils komplett unterschiedliche Datenmodelle, erlaubt automatisierte Auswertungen via Machine-Learning, verarbeitet sowohl Webseiten- wie App-Traffic und soll von Haus aus „datenschutzorientiert“ sein. Insbesondere die oft beanstandete Speicherung von IP-Adressen (wenn auch optional anonymisiert) findet mit GA4 Google zufolge nicht mehr statt.
Bis 1. Juli 2023 müssen Anwender von Universal Analytics zu Google Analytics 4 migrieren, da ab diesem Zeitpunkt in Universal Analytics-Properties keine neuen Treffer mehr verarbeitet werden. Der Zugriff auf bis dahin erhobene Daten soll noch mindestens sechs weitere Monate lang möglich sein. Die Datenerfassung wurde für aktuell beauftragte, kostenpflichtige Google Analytics 360-Konten einmalig bis 1. Juli 2024 verlängert.
Heute ist Google Analytics in 31 Sprachen verfügbar, der Marktanteil liegt bei über 85 %.

## Erhobene Daten
Google Analytics kann eine Vielzahl von Ereignissen und Interaktionen auf Webseiten und in mobilen Apps messen, beispielsweise:
- Sitzungsdauer – Verweildauer auf einer Website
- Absprungrate – Ein Seitenaufruf ohne weitere Interaktion wird als Absprung bewertet.
- eCommerce-Aktionen (Produktansichten, Warenkorbaktionen, Bezahl- und Bestellvorgänge)
- Aufrufe einzelner Seiten (Web) und Bildschirme (Apps)
- Scrollereignisse und Scrolltiefe
- Abspielen von Medien
- Interne Suchvorgänge (Site Search)
- Teilen von Content (soziale Medien)
- Kampagnentracking – Analyse der Herkunft des Benutzers (z. B. E-Mail, Google-Suche)

Google Analytics kann diese Daten auch mit demografischen Daten verknüpfen, die nicht auf dieser Website gesammelt wurden. Die Aktivierung dieser Option durch den Analysetreibenden kann gegen Datenschutz-Bestimmungen verstoßen, was bei einer fehlerhaften Datenschutzerklärung zu Abmahnungen führen kann.
Welche Daten erhoben werden, kann in Teilen vom Websitebetreiber entschieden werden. Gängig ist indessen das seitenweite Einbinden des Analytics-Scripts, der Ausschluss einzelner Seiten/Seitenbereiche ist in der Regel mit Mehraufwand verbunden. Standardberichte werden auf jeden Fall erhoben. Mit Serverside Tagging bietet Google aber inzwischen eine Option, auf einem selbstgehosteten Tagging-Server granular einzustellen, welche gemessenen Daten an Analytics weitergereicht werden dürfen.

## Nutzen und Einsatzzwecke
Die Betrachtung von Google Analytics aus Perspektive des Datenschutzes fokussiert sich oft auf die Individualisierbarkeit einzelner Besucherprofile und der Erhebung personenbezogener Daten. In der Praxis sind individuelle Nutzer einer Website in der Analyse von Google Analytics weitgehend irrelevant. Es existiert die Möglichkeit, Sessions einzelner Nutzer zu analysieren, wobei indessen keine demografischen Daten angezeigt werden. Eine Analyse auf Basis demografischer Daten wie Geschlecht, Altersgruppe etc. ist nur möglich, wenn ausreichend viele Datensätze in den jeweiligen Segmenten vorliegen, um Rückschlüsse auf Individuen zu verhindern.
Gängige Analysezwecke sind die Conversionraten nach Akquisitionskanal und/oder Werbekampagnen, um beispielsweise Aktivitäten zu stoppen, über die keine Umsätze erzielt werden bzw. diejenigen auszubauen, mit denen man eine interessierte Zielgruppe erreicht. Die Google Ads-Integration ermöglicht das direkte Gegenüberstellen der (in Google Ads erfassten) Kosten einer Kampagne mit den (über das eCommerce-Tracking von Analytics erfassten) generierten Verkaufsumsätzen.
Noch grundlegender ist die reine Analyse auf Besuchszahlen, Verweildauer und Scrolltiefe dahingehend, welche Seiten offenbar als nützlich/relevant wahrgenommen werden und welche Seiten auf keine Resonanz stoßen und somit verbessert oder eingestellt werden sollten.
Mittels der 2011 eingeführten Echtzeitanalyse kann live nachverfolgt werden, wie viele Nutzer im Augenblick insgesamt auf der Site aktiv sind, auf welchen Seiten sie sich befinden und welche Ereignisse sie auslösen. Nützlich ist das insbesondere zum Beobachten kurzfristiger Besucherpeaks (beispielsweise ausgelöst durch Social-Media-Aktivitäten, TV-Ads oder Mailaussendungen).

## Kritik
Eine Einbindung des GA-Skripts erschließt Google jedwede Möglichkeit, die ECMA-Script bietet, um Daten zu erheben. Wird die statische IP-Adresse als ein personenbezogenes Datum klassifiziert, wird die Nutzung der GA-Scripts ohne zusätzliche Maßnahmen nicht rechtskonform.
Der Philosoph Rainer Mühlhoff hat herausgestellt, dass Google Analytics aufgrund der detaillierten Vermessung von Nutzerverhalten auf Webseiten das Internet in ein „behaviorelles Echtzeit-Labor“ verwandle und so zur „digitalen Entmündigung“ von Nutzern beitrage. Google Analytics habe aufgrund seiner Quasi-Monopolstellung außerdem dazu beigetragen, die Disziplin des User Experience Designs für Webanwendungen in eine Big-Data-basierte Wissenspraxis zu verwandeln.

### Datenschutz
Datenschutzrechtlich betrachtet ist Google Analytics problematisch und umstritten. Google kann mit diesem Analysewerkzeug ein umfassendes Benutzerprofil von Besuchern einer Webseite anlegen. Wird ein anmeldepflichtiger Google-Dienst von den Besuchern verwendet, so kann dieses Benutzerprofil auch bestimmten Personen zugeordnet werden. Zusätzlich problematisch ist die Speicherung der Daten in den USA, welche dem Datenschutz einen geringeren Stellenwert einräumen als europäische Staaten.
In der Datenschutzbestimmung von Google heißt es dazu: „Wenn Sie Google-Services nutzen, zeichnen unsere Server automatisch Daten auf, die Ihr Browser verschickt, wenn Sie eine Webseite besuchen. Diese Server-Logdateien können Ihre Webanfrage, die IP-Adresse, den Browsertyp, die Browsersprache, Datum und Uhrzeit Ihrer Anfrage und ein oder mehrere Cookies enthalten, die Ihren Browser eindeutig identifizieren können.“

#### Rechtslage in Deutschland
Das Telemediengesetz in Deutschland lässt nach § 12 Abs. 1 TMG eine Verarbeitung von personenbezogenen Daten nur zu, wenn der Benutzer vorher zugestimmt hat oder eine gesetzliche Ermächtigung vorliegt. Durch den Einsatz eines Werkzeugs wie Google Analytics wird aber mitunter die vollständige IP-Adresse (eine benutzerbezogene Angabe) des Seitenbesuchers an einen Dritten (Google) übermittelt, was dem Datenschutz des Benutzers entgegenwirken kann. Sofern der Benutzer nicht vorher eingewilligt hat, ergeben sich dadurch datenschutzrechtliche Probleme. Es ist bisher juristisch nicht geklärt, welche Rechtsgrundlage dies erlauben soll (siehe § 12 Abs. 1 TMG). Google Analytics ist ein Dienst, der sich beim Aufruf einer Website anonym verhält. Das heißt, dass der Aufrufende diese Interaktion mit Google Analytics gar nicht erst erfährt.
Es ist daher umstritten, ob eine solche Übermittlung verboten ist. Hinzu kommen rechtliche Schwierigkeiten. So muss beispielsweise eine Einwilligung „bewusst“ erfolgen (§ 13 Abs. 2 TMG). Die obligatorische Umstellung auf GA4 löst laut Google dieses Problem, indem IP-Adressen von vorneherein gar nicht mehr erfasst oder aufgezeichnet werden.
Der Landesbeauftragte für Datenschutz in Schleswig-Holstein kam 2009 zu dem Schluss, dass die Nutzung von Google Analytics durch Webseitenanbieter unzulässig sei. Google änderte in der Folgezeit die Funktionalität, so dass der Hamburgische Beauftragte für Datenschutz und Informationsfreiheit im September 2011 verkündete, dass Google Analytics jetzt unter Auflagen verwendet werden darf.
Zu den Auflagen gehört u. a., dass nicht die gesamte IP-Adresse gespeichert werden darf (Code-Erweiterung „anonymizeIp“ entfernt die letzten 8 Bit der IP-Adressen) und Google vom Betreiber der Website vertraglich zur Speicherung der Daten beauftragt werden muss. Mit diesem Code-Zusatz wurde eine zentrale Forderung der Datenschutz-Aufsichtsbehörden erfüllt, wenngleich die Frage nach der datenschutzrechtlich zulässigen Widerspruchsmöglichkeit bestehen bleibt.
In Hessen bleibt die Nutzung von Google Analytics durch öffentliche Stellen rechtlich unzulässig.
Die Landesbeauftragte für den Datenschutz des Landes Brandenburg setzte Anfang 2015 aus Gründen des Schutzes persönlicher Daten die Deaktivierung von Google Analytics auf den öffentlichen Internetseiten der Brandenburgischen Verwaltungen durch. 40 Gemeinden, Ämter, Städte und Landkreise hatten, wie eine Überprüfung durch die Datenschutzbeauftragte ergab, Google Analytics für ihre Internetangebote eingesetzt.

#### Schutz der eigenen Privatsphäre
Aufgrund der neuen Datenschutzerklärung von Google über die Zusammenführung der Daten der verschiedenen Dienste geht von Seiten, welche Google Analytics einsetzen, eine erhöhte Gefahr für das informationelle Selbstbestimmungsrecht des Nutzers aus.
Die Erfassung von Datenspuren durch Google Analytics lässt sich verhindern, indem das Laden und Ausführen des Google-Analytics-Scripts (was auch den Seitenaufbau verlangsamen kann) verhindert wird. Dies geschieht beispielsweise durch das Blockieren von JavaScript (zum Beispiel durch die Firefox-Erweiterung NoScript, Ghostery oder durch Werbeblocker). Es ist auch möglich, den Zugriff auf die Google-Analytics-Domain google-analytics.com insgesamt zu sperren (zum Beispiel durch Werbeblocker, durch Aufnahme in eine Sperrliste, die viele Router anbieten, oder durch die Verwendung der hosts-Datei).
Wer mit den Analyseverfahren des Dienstes nicht einverstanden ist, hat die Möglichkeit, sich mit dem seit 25. Mai 2010 veröffentlichten Google Analytics Opt-out, einem Browser-Add-on zu schützen. Es ist für Internet Explorer 8 bis 11, Google Chrome, Mozilla Firefox, Apple Safari und Opera verfügbar.
Da das Safe-Harbor-Abkommen und auch das nachfolgende, sehr ähnliche Privacy Shield vom EuGH für illegal erklärt wurde, sollten die US-Konzerne wieder die für Europa verlangten Datenschutzbestimmungen einhalten.

#### Weitergabe der Daten an Websitebetreiber
Ende des Jahres 2011 begann Google, die Weitergabe von Suchanfragen an die Betreiber der darüber aufgerufenen Websites einzuschränken. Im November 2012 wurde bekannt, dass Google diese Funktion nicht nur im Ausnahmefall verwendet, sondern mittlerweile fast 40 Prozent der Anfragen über die Suchmaschine filtert. Ursache war Googles Wechsel auf SSL-verschlüsselt ausgegebene Suchergebnisse. Der Experte Danny Sullivan machte das Verhalten öffentlich bekannt. Seitdem ging die Übermittlung von Suchanfragen an Google-Analytics-Instanzen auf nahezu null zurück.

### Spam in Google Analytics
Ab Ende 2014 verzeichneten viele Google-Analytics-Konten sogenannten Referrer-Spam: fingierte Verweis-Zugriffe von Bots, den Zugriff auf die Seite über einen (so indirekt beworbenen, nicht vorhandenen Backlink) simulieren. Analog wurde „Ghost Traffic“ erzeugt: der Aufruf des Trackingscripts einer Seite auf einer SpamURL. Beide Methoden verfälschen Analysedaten und wurden in der Folge durch automatische Erkennung sowie geeignete Filtermechanismen weitgehend unterbunden. Angesichts der Möglichkeiten für Black- und Whitelisting der jeweiligen Datenquellen spielen sie seitdem keine Rolle.

## Anbindung an andere Dienste
Neben der kostenlosen Nutzung von Google Analytics ist die einfache Verknüpfbarkeit mit anderen Google-Diensten wie z. B. Google Ads oder Google AdSense vorgesehen. So lassen sich die standardmäßigen Analytics-Daten mit weiteren Informationen aus diesen Diensten anreichern. Damit kann man zusätzliche Schlüsse für die Optimierung von z. B. Google Ads ziehen. Seit Oktober 2011 ist die Verknüpfung mit der Google Search Console möglich. Ebenfalls existiert eine App für das Betriebssystem Android. mit der Nutzer Statistiken aus Google Analytics mobil abrufen können,  seit Juni 2012 unterstützt sie den Abruf von Echtzeitdaten, seit dem 17. Oktober 2012 unterstützt die Echtzeit-Analyse die Filterung von Profilen.